# Underwood (Schreibmaschine)

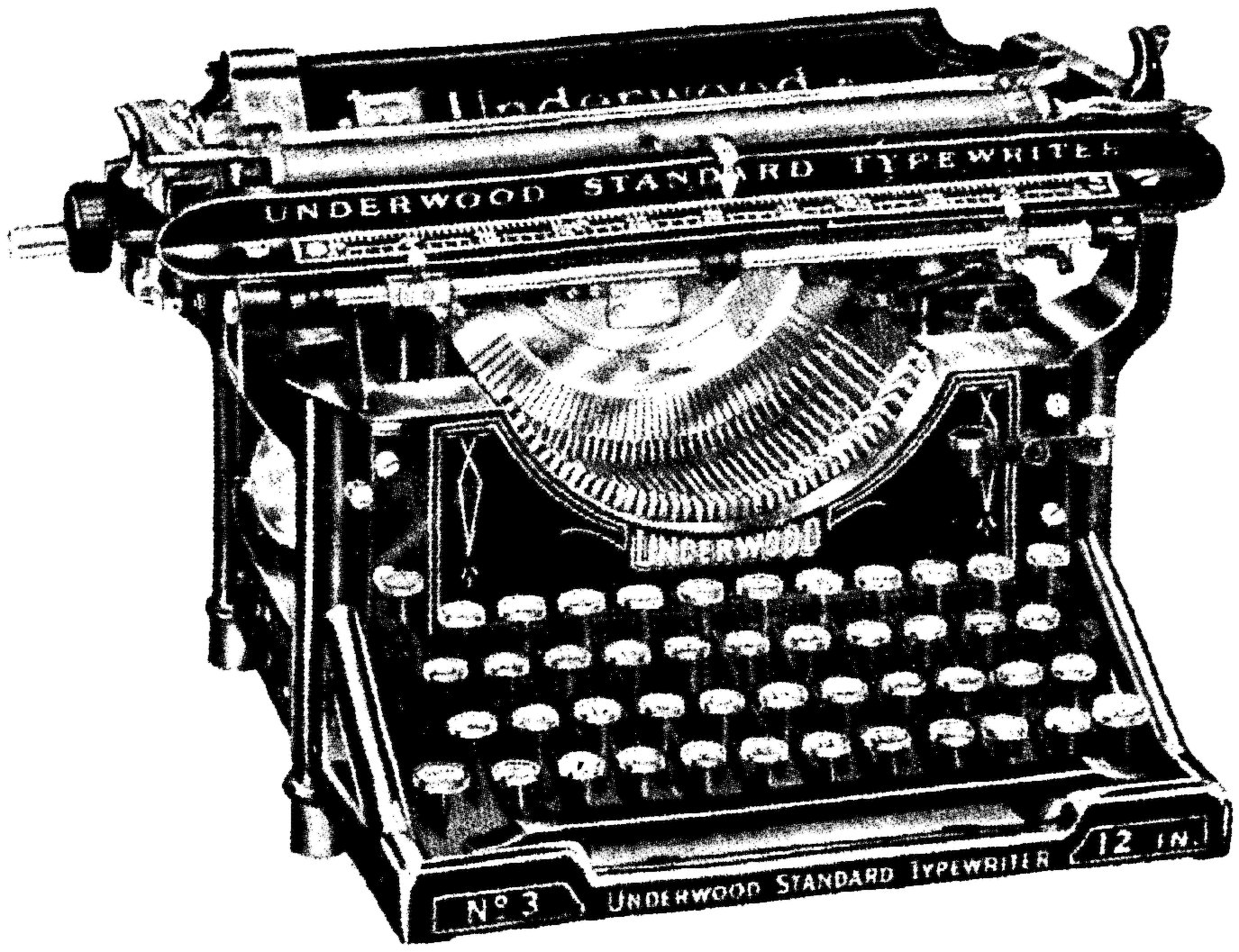
Underwood Mod. 3

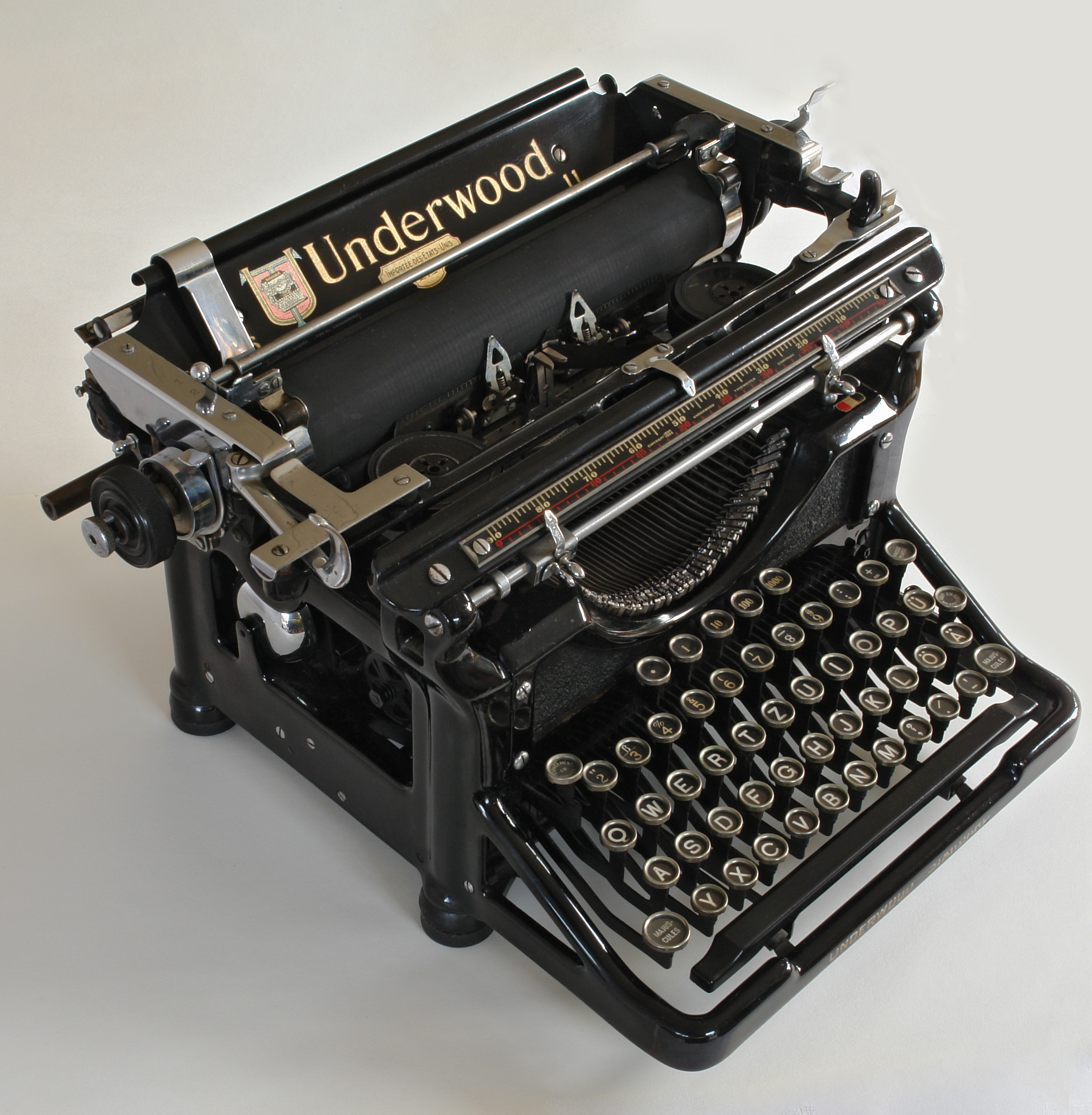
Underwood Mod. 6 1931

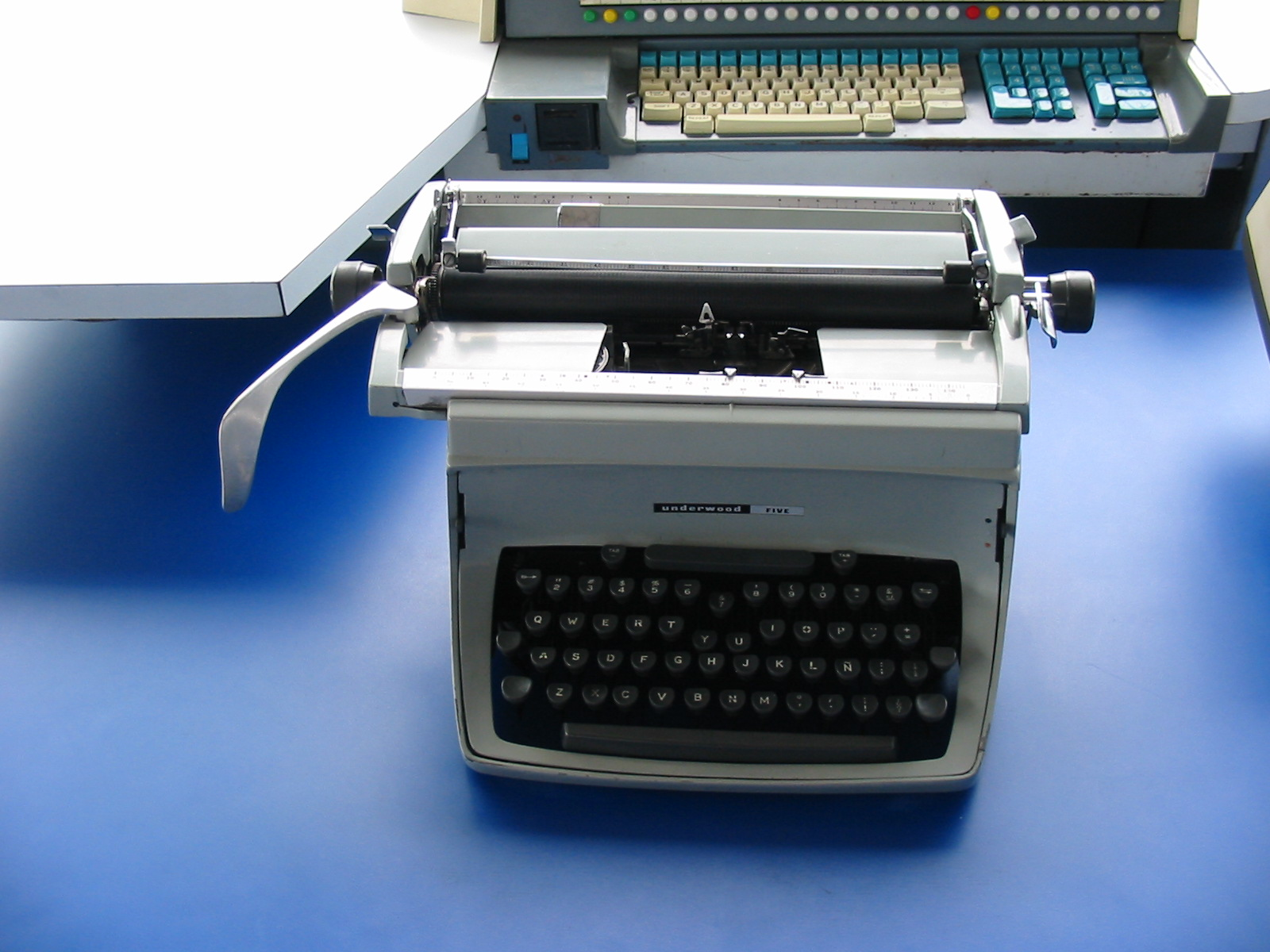
Underwood Mod. 5, Neuauflage

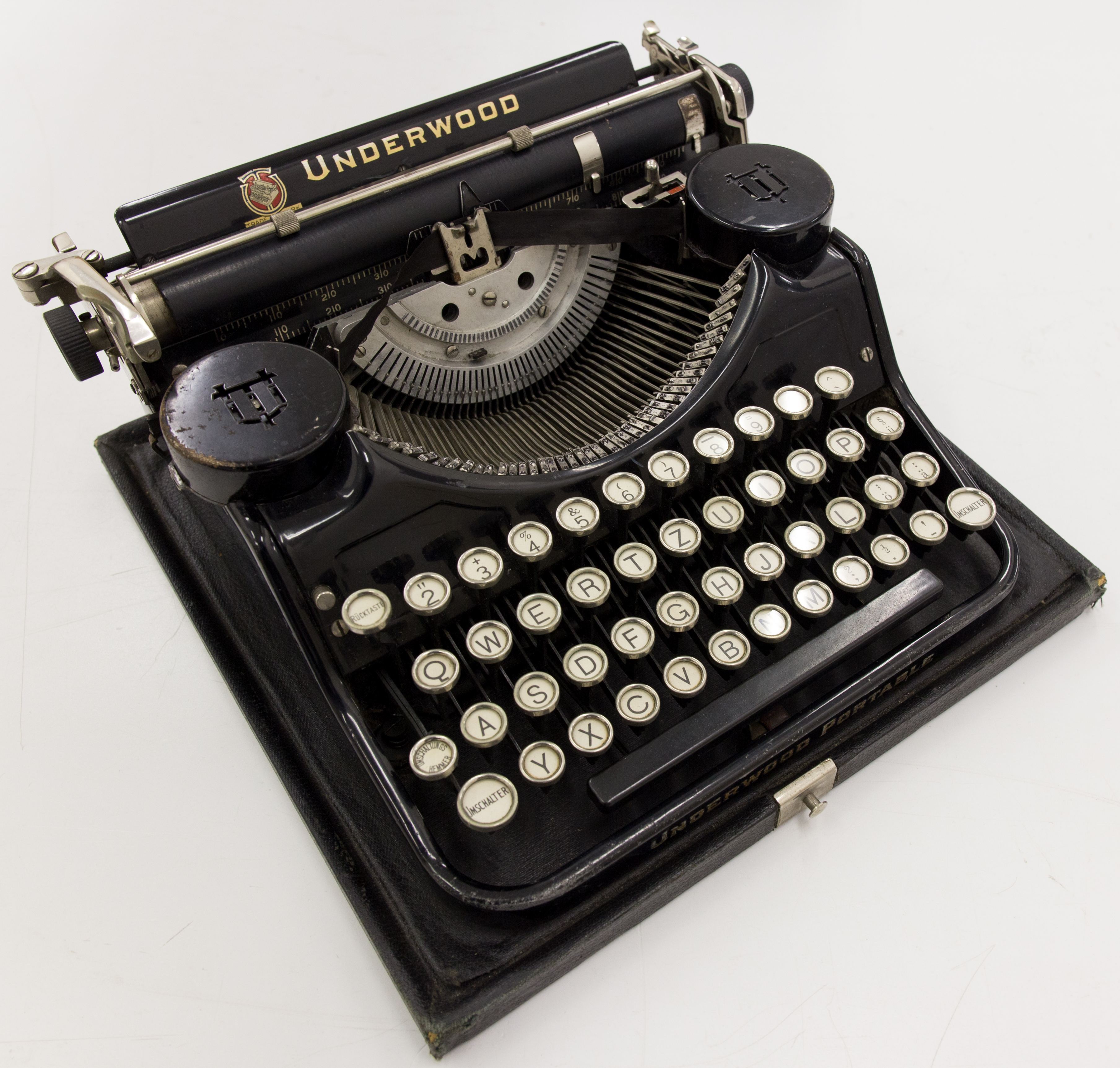
Reise-Schreibmaschine Underwood Portable im Bestand des Museum Europäischer Kulturen

Die Underwood-Schreibmaschine geht auf eine Konstruktion des Deutsch-Amerikaners Franz Xaver Wagner (1837–1907) zurück. 

## Geschichte

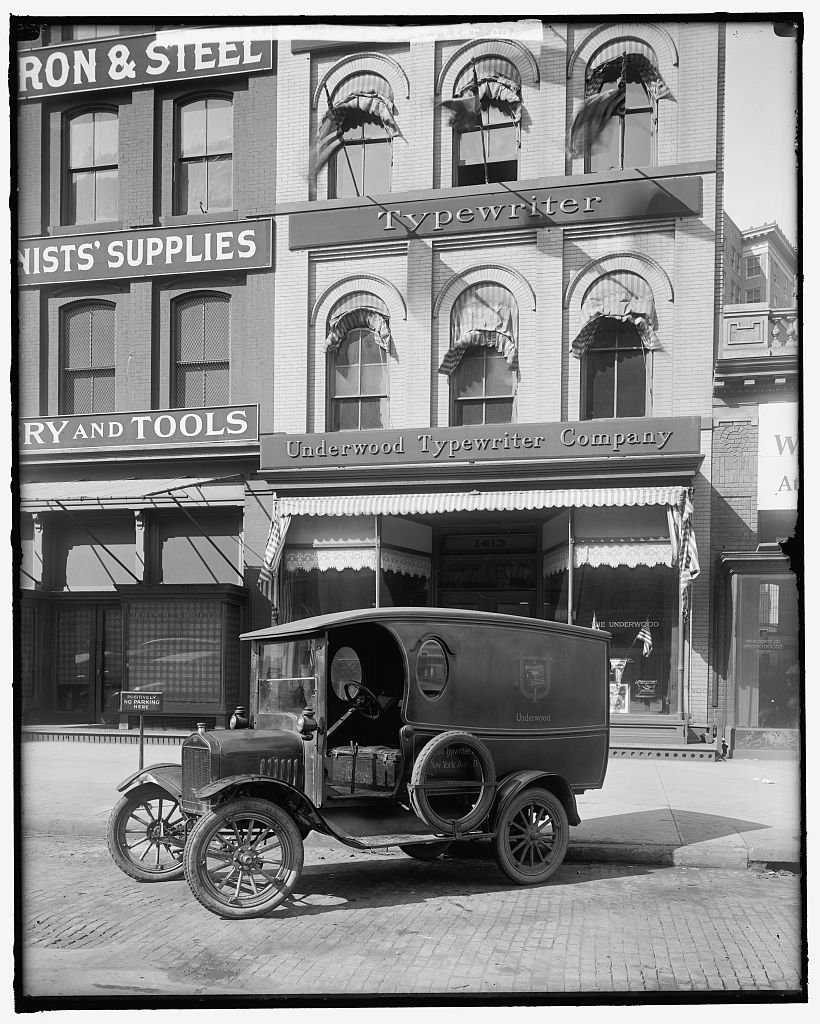
Geschäft der Underwood Typewriter Company mit Lieferwagen, um 1915

Der Unternehmer John T. Underwood (1857–1937) erwarb 1896 von Franz Xaver Wagner das Patent für das Wagnergetriebe. Mit den bisherigen Modellen anderer Hersteller musste „blind“ getippt werden. Die Erfindung Wagners ermöglichte es erstmals, das mit der Maschine Geschriebene sofort sehen und Fehler korrigieren zu können. Dieses völlig neue Konstruktionsprinzip verhalf Underwood zu einmaligem Erfolg. Unter den von den Wagners erworbenen Patenten war auch das Patent mit der Nummer 633672, welches Underwood als Grundlage für seine Maschinen verwendete.
Die ersten Modelle „Underwood No. 1“ und „Underwood No. 2“, hergestellt zwischen 1896 und 1900, trugen auf der Rückseite noch den Schriftzug „Wagner Typewriter Co.“. Ungefähr 12.000 dieser Maschinen wurden hergestellt und sind bei guter Erhaltung heute wertvolle und gesuchte Sammlerstücke. Die Modelle „Underwood No. 3“, „Underwood No. 4“ und „Underwood No. 5“ wurden von Ende 1900 bis Ende 1931 bzw. Anfang 1932 hergestellt. Die „Underwood No. 3“ ist eine Maschine mit einem Breitwagen, die „Underwood No. 4“ schreibt 76 Zeichen pro Zeile und die „Underwood No. 5“ schreibt 84 Zeichen pro Zeile.

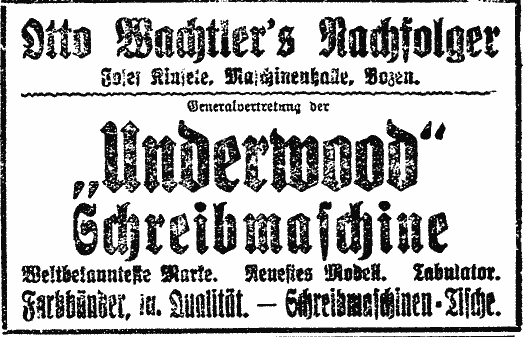
Underwood-Werbeschaltung von 1921 (aus der Tageszeitung „Der Tiroler“ vom 1. Januar 1921, Bozen)

Underwood hatte insbesondere mit dem Modell „Underwood No. 5“ aus dem Jahre 1900 sehr großen Erfolg in den USA. Diese Maschine setzte durch ihre Konstruktion den Maßstab für alle nachfolgenden Maschinen anderer Hersteller weltweit. Sie war die Quintessenz unter den Underwoods. Ehrenhalber wurde die Bezeichnung „No. 5“ oder „Five“ sogar späteren Maschinen zuteil, da dieses Modell der Grundstein für den Erfolg der Firma Underwood war. Die Underwood Typewriter Co. fusionierte im Dezember 1927 mit der Elliott-Fischer Co. zur Underwood-Elliott-Fischer Co.
In den frühen 1960er Jahren wurde Underwood von Olivetti aufgekauft und die Marke „Underwood“ verschwand langsam vom Schreibmaschinenmarkt. Die Underwood und ihre Derivate bedeuteten das Aus für etliche Mitbewerber. Nach 1900 erreichte die Artenvielfalt nie mehr den Zustand vor 1890. Die Underwood war die erste Schreibmaschine, die das angelsächsische kaufmännische Zeichen @ in der Tastatur hatte, von wo es in den Computer und das Internet wanderte. Eine Underwood-Schreibmaschine auf dem neuesten Stand der Technik, die die Welt der Zukunft repräsentieren sollte, wurde auf der 1939 New York World’s Fair vorgestellt.
Olivetti wurde 1959 größter Anteilseigner von Underwood. 1960 hatte Underwood mit sinkendem Umsatz seit vier Jahren schwer zu kämpfen, Olivetti musste massiv restrukturieren. Im Oktober 1963 wurde Underwood komplett von Olivetti übernommen, um den Olivetti-Konzern in den USA als „Olivetti-Underwood“ mit Hauptquartier in New York City bekannt zu machen. Der Name Underwood taucht das letzte Mal auf einer von Olivetti in Spanien produzierten Schreibmaschine Mitte der 1980er Jahre auf.